# Grécia nos Jogos Olímpicos de Verão de 1908
A Grécia participou dos Jogos Olímpicos de Verão de 1908 em Londres, no Reino Unido. Conquistou nenhuma medalhas de ouro, três medalhas de prata e nenhuma de bronze, somando três no total.